# Vandoren
Vandoren és la marca de canyes per a clarinet i saxòfon més famosa del mercat. L'empresa es va crear el 1905 per Eugene Van Doren. El tipus de canya s'anomena Arundo Donax (nom científic) i la que utilitza Vandoren per a la seua producció prové del sud de França, a Bormes-les-Mimosas, entre Marsella i Niça.

## Història[calcitació]
L'empresa Vandoren va començar l'any 1905 amb Eugene Van Doren (1873 – 1940). Fins aleshores, la majoria de clarinetistes es feien les seues canyes a mà. Eugene Van Doren tocava el requint a l'Òpera de París, i les canyes que elaborava a mà tenien una qualitat tan bona que els seus companys li demanaven algunes canyes sovint. Posteriorment, després de veure tots els esforços que s'havien de fer per poder aconseguir una canya, va dissenyar una màquina accionada a pedal (molt semblant a una màquina de cosir) i així poder produir moltes més canyes en menys temps. Aquesta màquina estava situada al menjador de la seua casa i amb el seu amic Girardeau va començar el seu projecte. Gràcies a aquesta nova màquina, Eugene Van Doren va poder produir moltes més canyes, donant-se a conèixer per molts clarinetistes professionals i fent-se cada vegada més famós. Quan el saló de la seua casa se li va quedar xicotet l'any 1905, va fundar la fàbrica de canyes Vandoren al 51 Rue Lepic, fet que marca l'inici d'aquesta empresa. Segons anava creixent, Vandoren es va obrir més fàbriques, com La Couture Boussey en Normandia, ampliant la seua producció a embocadures d'ebonita per a clarinet. El mateix any que va fundar la primera fàbrica va nàixer el seu fill Robert Van Doren.
Robert va estudiar clarinet al conservatori de Paris. Entre molts mèrits destaquen el premi d'aquest conservatori i una gira pels Estats Units, demostrant l'alta qualitat de les canyes Vandoren. Posteriorment decideix deixar el clarinet, igual que el seu pare, per dedicar-se plenament a la creació i venda de les seues canyes. L'any 1935 va comprar unes noves instal·lacions, al famós 56 Rue Lepic de París, que hui en dia es conserva com a tenda oficial de Vandoren. Robert també introdueix una embocadura que va triomfar entre els clarinetistes professionals, es tracta de l'embocadura 5RV.
Bernard Van Doren és la tercera generació i l'actual director de l'empresa. Ha introduït les embocadures més famoses per a clarinet, B45 i B40 entre moltes altres, ha desenvolupat les màquines per aconseguir incrementar la producció i, actualment, Vandoren és més que una marca de canyes i embocadures. També hi trobem abraçadores, estoigs per a canyes, i molts accessoris més per als clarinetistes i saxofonistes. Caldria dir que a Vandoren podem trobar totes les embocadures, canyes i accessoris per a tota la família del clarinet o saxòfon, com requint, clarinet baix, saxòfon tenor, baríton, etc.
El naixement i evolució d'aquesta gran empresa va marcar un abans i un després per als clarinetistes. Hui en dia fer-se cadascú les seues canyes a mà és una activitat molt estranya entre clarinetistes i saxofonistes, una cosa completament normal abans del naixement de Vandoren, i gràcies a la seua maquinària els clarinetistes i saxofonistes actuals de tot el món poden gaudir d'aquestes canyes franceses.

## Productes[calcitació]

### Canyes per a clarinet
Tradicionals
És la primera canya que es va fer, conserva la forma original. Aquesta canya permet una bona resposta a tots els registres, una gran flexibilitat i un timbre ric amb cos i harmònics.
V.12
Aquestes canyes són molt usades juntament amb les tradicionals. Les V.12 són més grosses que les tradicionals, proporcionant un so més profund.
56 Rue Lepic
Les canyes 56 Rue Lepic, que porten el nom del carrer on Robert Van Doren va fundar la nova fàbrica de l'empresa, estan creades a partir d'un diàmetre més gros que les V.12 i amb una forma semblant a les canyes alemanyes. Proporcionen un so molt centrat i una resposta fàcil en tots els registres.
V.21
Aquest tipus és la fusió entre les V.12 i les 56 Rue Lepic, projectant una sonoritat càlida i amb molta profunditat.
Canyes per a embocadures alemanyes i austríaques

#### Canyes per a clarinets alemanys i austríacs
1)     Alemany:
-         White Master i White Master Traditional 
2)     Austríac:
-         Black Master i Black Master Traditional

### Canyes per a saxòfon
Tradicionals
Amb una punta molt fina i amb un cor més gros aquestes canyes elaboren un so ric i ple, sent les canyes més comprades pels saxofonistes clàssics.
V.12
Incorporades al saxòfon després de l'èxit que va rebre per part dels clarinetistes, aquestes canyes permeten una emissió molt precisa i un so càlid i vellutat.
Java
Creades en 1983 per al jazz. Tenen un extrem més gros que les canyes tradicionals i una elasticitat més gran. Aquestes proporcions li donen un so més brillant amb una resposta immediata.
Java “Filed Red-Cut”
Més molla que la seua antecessora, Java, produeix una sonoritat plena, densa i compacta. També són creades per a l'àmbit jazz.
V.16
Les canyes V.16 van ser creades en 1993 per als músics de jazz nord-americans, que solen tocar canyes amb més fusta. Així doncs, aquestes canyes tenen una punta més grossa amb una paleta més llarga i un cor més gros.
ZZ
Van ser creades el 2002 per al jazz. Aquesta canya combina un cor mitjanament gros, la columna i la punta de la V.16 i la paleta flexible de la canya JAVA. Produeix un so amb molt color.
 V.21
Conservant la mateixa forma cònica del mateix model per a clarinet, són les primeres canyes per a saxòfon amb aquesta forma. Permeten un so càlid, centrat i amb una excel·lent projecció sonora.

### Embocadures per a clarinet
Tradicionals
Són les embocadures de Vandoren més famoses i comprenen molts tipus de mides depenent dels gustos de cada músic i de cada àmbit. Dins d'aquest apartat trobem les següents embocadures: M13, M15, 5RV, M30, B40, B45, B46, 11.6, 5JB, 7JB.
Masters series
Aquestes embocadures presenten una nova forma exterior i una càmera interna específica que permet una emissió fàcil, bona sonoritat i una bona afinació. La sèrie Masters té tres models: CL4, CL5 i CL6.
Boehm i Sistema Alemany
Aquest grup inclou les M30D, B40D i BD5D.
Embocadures per a sistema austríac i alemany
Estan fetes per a aquests clarinets i trobem les següents:
1)     Austríac:
-         VA0 i VA5.
2)     Alemany:
-         Serie D disponible en tres obertures.

### Embocadures per a saxòfon
V5
Aquesta embocadura té una càmera rodona tradicional i està pensada tant per als músics clàssics com per als músics de jazz. També podem trobar una varietat d'aquesta, la V5 JAZZ, més oberta que l'anterior però conservant la forma, està pensada per a músics de l'àmbit JAZZ.
Optimum
L'optimum ha sigut creada per als saxofonistes de hui en dia que busquen un so actual.
V16 Ebonita
Una embocadura fabricada amb ebonita i inspirada en la dels músics jazz dels anys 50. Aquesta embocadura ofereix tres obertures.
Java
Adaptada per al jazz, el soul i el funk, el so és semblant al de les embocadures metàl·liques, però amb el confort de l'ebonita.
Jumbo Java
Incorpora una càmera xicoteta, un teulat elevat i un gran trepant. El so és semblant al de les embocadures de metall.
 V16 Metal (T5, T6, T7, T8, T9)
Únicament per a saxòfon tenor, aquestes embocadures de metall xapat en or de 24 quirats ofereix 3 cambres:
1)     S: la cambra més xicoteta, ofereix una sonoritat centrada amb molta projecció.
2)     M: la cambra mitjana, ofereix un so rodó i amb profunditat, semblant als dels anys 50 i 60.
3)     L: la cambra llarga, ofereix un so com el dels anys 40.